# Hajasa-Azzi
Hajasa-Azzi az i. e. 14. században Hatti keleti részén, a Van-tó, Arax-forrásvidék és a Felső-Eufrátesz környékén fekvő ország volt. Egyes vélemények szerint nem Hajasa és Azzi egyesülésével jött létre, hanem mindig is így nevezték.